# Tadeusz Janczenko
Tadeusz Janczenko (* 9. Januar 1946 in Świebodzin) ist ein ehemaliger polnischer Zehnkämpfer.
Bei den Europameisterschaften 1969 in Athen kam er auf den 13. Platz. 1971 wurde er Zwölfter bei den Europameisterschaften in Helsinki und 1972 Achter bei den Olympischen Spielen in München.
1969, 1970, 1971 und 1972 (mit seiner persönlichen Bestleistung von 8006 Punkten) wurde er Polnischer Meister.